# Sylwia Bogacka
Sylwia Katarzyna Bogacka (Jelenia Góra, 3 de outubro de 1981) é uma atiradora olímpica polonesa, a medalha de prata, no rifle 10m.

## Carreira
Sylwia Bogacka representou os Grã-Bretanha nas Olimpíadas de 2012, conquistou a medalha de prata na pistola de ar 10m.